# Mecze reprezentacji Grecji w piłce siatkowej mężczyzn prowadzonej przez Aleksandrosa Leonisa

## Oficjalne mecze międzynarodowe
| Nr   | Przeciwnik           | Miejsce                          | Data       | Wynik (Grecja-przeciwnik)               | Impreza                                               | Raport |
| 2011 | 2011                 | 2011                             | 2011       | 2011                                    | 2011                                                  | 2011   |
| ---- | -------------------- | -------------------------------- | ---------- | --------------------------------------- | ----------------------------------------------------- | ------ |
| 1    | Austria              | Wals-Siezenheim (Austria)        | 26 maja    | 3:1 (23:25, 25:23, 25:21, 25:20)        | Liga Europejska 2011                                  |        |
| 2    | Austria              | Steyr (Austria)                  | 28 maja    | 3:0 (25:18, 25:18, 25:21)               | Liga Europejska 2011                                  |        |
| 3    | Holandia             | Leek (Holandia)                  | 4 czerwca  | 2:3 (19:25, 25:23, 18:25, 25:21, 11:15) | Liga Europejska 2011                                  |        |
| 4    | Holandia             | Leek (Holandia)                  | 5 czerwca  | 0:3 (11:25, 19:25, 25:27)               | Liga Europejska 2011                                  |        |
| 5    | Hiszpania            | Pirgos                           | 11 czerwca | 1:3 (25:23, 23:25, 21:25, 20:25)        | Liga Europejska 2011                                  |        |
| 6    | Hiszpania            | Pirgos                           | 12 czerwca | 0:3 (18:25, 18:25, 21:25)               | Liga Europejska 2011                                  |        |
| 7    | Hiszpania            | Vilanova i la Geltrú (Hiszpania) | 17 czerwca | 0:3 (19:25, 22:25, 19:25)               | Liga Europejska 2011                                  |        |
| 8    | Hiszpania            | Vilanova i la Geltrú (Hiszpania) | 18 czerwca | 0:3 (25:27, 14:25, 22:25)               | Liga Europejska 2011                                  |        |
| 9    | Holandia             | Ksanti                           | 25 czerwca | 0:3 (21:25, 18:25, 21:25)               | Liga Europejska 2011                                  |        |
| 10   | Holandia             | Ksanti                           | 26 czerwca | 2:3 (23:25, 25:18, 25:18, 18:25, 10:15) | Liga Europejska 2011                                  |        |
| 11   | Austria              | Chania                           | 9 lipca    | 3:0 (25:16, 25:22, 25:17)               | Liga Europejska 2011                                  |        |
| 12   | Austria              | Chania                           | 10 lipca   | 0:3 (19:25, 17:25, 21:25)               | Liga Europejska 2011                                  |        |
| 13   | Bośnia i Hercegowina | Trikalon                         | 3 września | 3:1 (25:20, 25:27, 25:21, 25:16)        | europejskie kwalifikacje do Igrzysk Olimpijskich 2012 |        |
| 14   | Bośnia i Hercegowina | Trikalon                         | 4 września | 3:0 (25:18, 25:18, 25:12)               | europejskie kwalifikacje do Igrzysk Olimpijskich 2012 |        |

## Mecze z poszczególnymi reprezentacjami
|     | Reprezentacja        | Liczba meczów | Wygrane | Wygrane | Wygrane | Przegrane | Przegrane | Przegrane | Bilans meczów (wygrane : przegrane) | Sety (wygrane : przegrane) |
| 3:0 | Reprezentacja        | Liczba meczów | 3:1     | 3:2     | 2:3     | 1:3       | 0:3       |           | Bilans meczów (wygrane : przegrane) | Sety (wygrane : przegrane) |
| --- | -------------------- | ------------- | ------- | ------- | ------- | --------- | --------- | --------- | ----------------------------------- | -------------------------- |
| 1.  | Austria              | 4             | 2       | 1       |         | 1         |           |           | 3:1                                 | 11:4                       |
| 2.  | Bośnia i Hercegowina | 2             | 1       | 1       |         |           |           |           | 2:0                                 | 6:1                        |
| 3.  | Hiszpania            | 4             |         |         |         |           | 1         | 3         | 0:4                                 | 1:12                       |
| 4.  | Holandia             | 4             |         |         |         | 2         |           | 2         | 0:4                                 | 4:12                       |
|     | Razem                | 14            | 3       | 2       | 0       | 3         | 1         | 5         | 5:9                                 | 22:29                      |

## Bilans meczów
|        | zwycięstwa | porażki |
| ogółem | 3          | 9       |
| dom    | 1          | 5       |
| wyjazd | 2          | 4       |

|        | zdobyte | stracone |
| ogółem | 16      | 28       |
| dom    | 6       | 15       |
| wyjazd | 8       | 13       |